# Adolf Bernard z Martinic
Adolf Bernard hrabě z Martinic (německy Adolf Bernard Graf von Martinitz; 24. května 1679/1680 – 27. července 1735) byl český šlechtic ze starého českého šlechtického rodu Martiniců. Od mládí zastával funkce v zemské správě Českého království, později se uplatnil u císařského dvora ve Vídni, kde byl nakonec nejvyšším dvorským maršálkem (1729–1735) a nositelem Řádu zlatého rouna (1731).

## Životopis

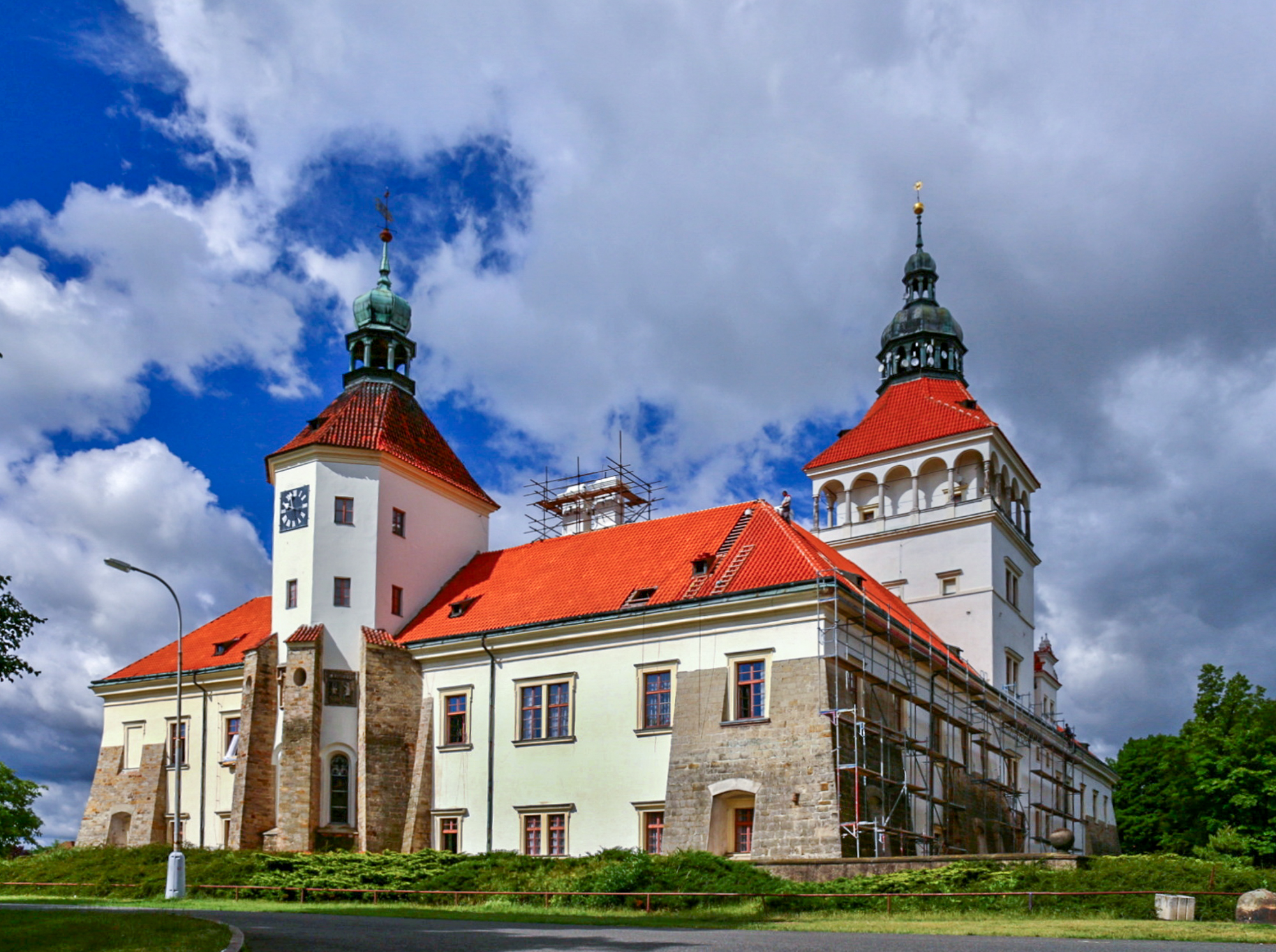
Zámek Smečno, hlavní sídlo rodu Martiniců

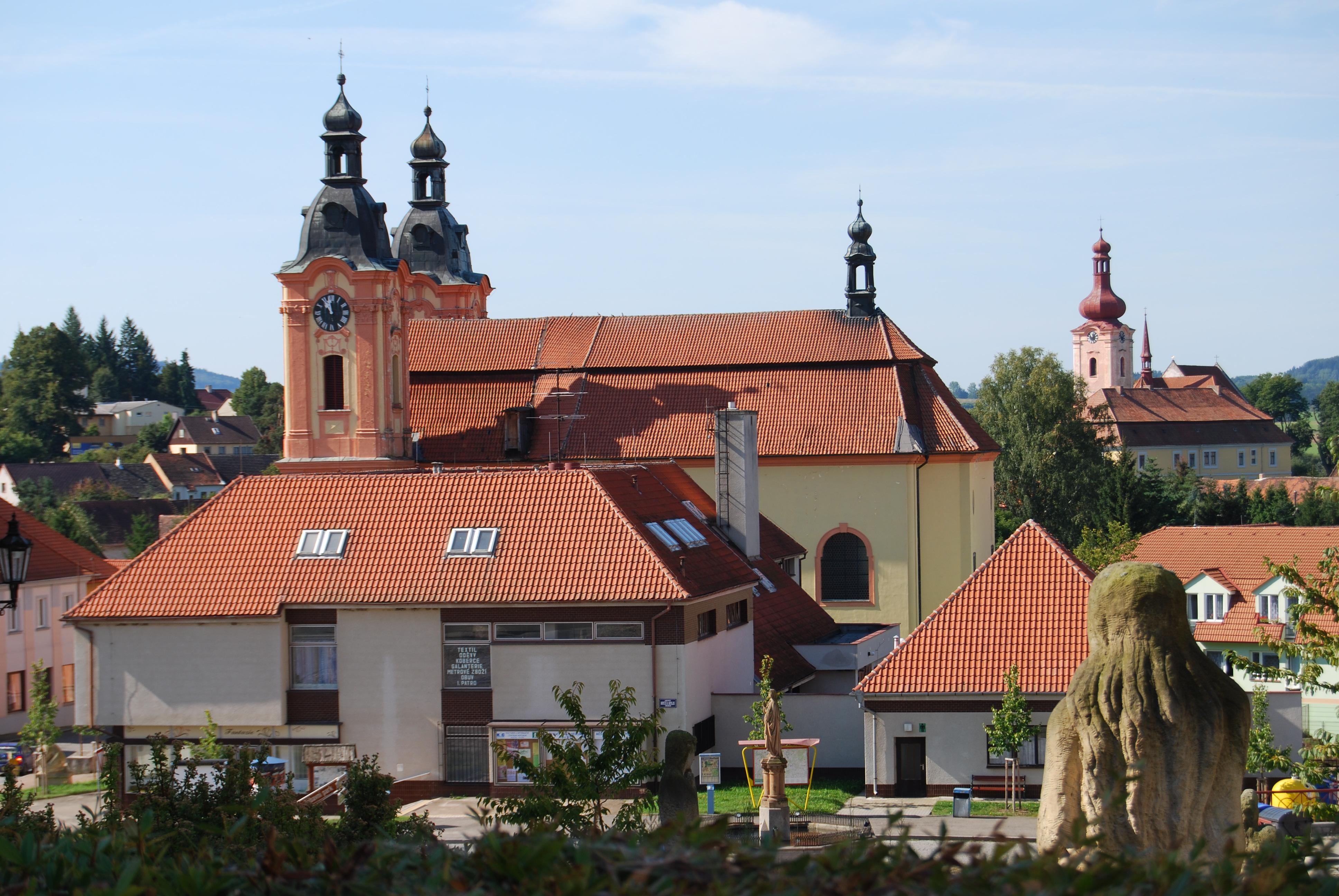
Kostel sv. Jana v Nepomuku

Narodil se jako nejstarší syn významného diplomata a neapolského místokrále hraběte Jiřího Adama z Martinic (1650–1714) a jeho první manželky, hraběnky Marie Felicie ze Spauru († 1690). Adolf měl starší sestru Zuzanu Renatu (1670–1717), provdanou za hraběte Tomáše Černína z Chudenic.
Adolf Bernard po studiích absolvoval kavalírskou cestu a po návratu se začal uplatňovat v zemských úřadech, byl jmenován císařským komorníkem a v roce 1712 se stal členem sboru místodržících Českého království. V roce 1718 obdržel titul tajného rady a v letech 1717–1720 byl nejvyšším štolbou císařovny Eleonory. I po jejím úmrtí zůstal vlivnou osobností aristokratické společnosti ve Vídni i v Čechách, v roce 1723 se zúčastnil korunovace Karla VI. českým králem v Praze. V letech 1729–1735 zastával u císařského dvora ve Vídni funkci nejvyššího dvorského maršálka. V roce 1731 byl jmenován rytířem Řádu zlatého rouna. V lednu 1735 byl formálně povolán do funkce nejvyššího hofmistra, úřad ale fakticky nepřevzal a zemřel v červenci téhož roku.

## Rodinné a majetkové poměry
Po otci zdědil v roce 1714 rodový fideikomis Smečno s městem Slaný a Martinickým palácem na Hradčanech. Dále zdědil panství Plánice v západních Čechách. V roce 1726 navíc koupil od svého příbuzného Františka Leopolda ze Šternberka panství Zelená Hora s městem Nepomukem. I když jako vysoce postavený dvořan žil převážně ve Vídni, věnoval pozornost úpravám hlavního rodového sídla ve Smečně, kde například v roce 1730 vznikla Sala terrena obklopená skleníky. Význam Adolfa Bernarda v té době dokládá setkání císaře Karla VI. a pruského krále Fridricha Viléma I. ve Smečně v roce 1732. Na Martinicovu objednávku vyprojektoval Kilián Ignác Dientzenhofer poutní kostel Narození Panny Marie, který byl vystavěn v letech 1717–1726 v Nicově a poutní kostel sv. Jana Nepomuckého v Nepomuku (1735-37).
Adolf Bernard byl od roku 1705 ženatý s Marií Alžbětou, hraběnkou Jörger-Tolletovou, dcerou dlouholetého dolnorakouského místodržitele hraběte Jana Quintina Jörgera z Tolletu (1624–1705). Z jejich manželství se narodila jediná dcera Marie Dominika (1707–1784), která se stala jeptištkou u dominikánek ve Vídni, zároveň byla dědičkou panství Zelená Hora. Její závětí přešlo zelenohorské panství na spřízněný rod Colloredo-Mansfeldů (František de Paula Gundakar z Colloreda-Mannsfeldu). Rodinný martinický fideikomis Smečno zdědil Adolfův nevlastní o generaci mladší bratr František Michal z Martinic (1704–1773).

## Pověst
Vztahuje se k němu pověst, že v mládí spolkl rybí kost a nijak se mu nedařilo se jí zbavit. Pomohlo až napití se z léčivé studánky v Pacově u Žerotína, kůstka vyskočila. Jeho otec pak jako poděkování doplnil místní lidovou sbírku na postavení sochy ochránce nemocí hrdelních, svatého Blažeje a u studánky nechal postavit kostelík.
Další pověst se týká jeho jediného dítěte, dcery Marie Dominiky. Ta se měla zamilovat do myslivce a mít s ním nemanželské dítě. Za to ji přísný otec poslal do kláštera a dítě nechal zazdít. Od té doby prý je po nocích v zámeckých komnatých slyšet nářek nešťastné dívky.